# شکل‌گیری فلسفه اسلامی
هرچند ورود فلسفه به دنیای اسلام با نهضت ترجمه آغاز شد؛ شکل‌گیری فلسفه اسلامی ـ به معنای واقعی کلمه ـ به دست فارابی صورت پذیرفت و احتمالاً به همین دلیل است که او را در مقایسه با ارسطو، معلم ثانی نامیده‌اند. شاید بتوان دغدغه اصلی فارابی را اسلامی کردن فلسفه و نشان دادن سازگاری آن با دین دانست. محض نمونه، وی برای جمع میان این آموزه افلاطونی که «رئیس مدینه فاضله جز فیلسوف نتواند بود» و این آموزه اسلامی که «ریاست جامعه از آن پیامبر و جانشینان اوست» بسیار کوشیده و در همین چهارچوب، همه پیامبران را برخوردار از حکمت دانسته‌است. فارابی همچنین برای مقابله با کسانی که وحی و نبوت را امری نامعقول جلوه می‌دادند، تفسیری عقلانی از وحی به دست می‌دهد و آن را با کمال قوه عاقله و متخیله پیوند می‌زند. همه فیلسوفانی که اندکی پس از فارابی می‌زیسته‌اند (یا به تعبیری، معاصران جوان او) همین دغدغه را از آن معلم بزرگ به ارث برده‌اند و در حد توان خود، در نزدیک ساختن دین و فلسفه به هم کوشیده‌اند. اخوان الصفا در آثار خود، به آیات و روایات فراوان استناد می‌کنند و بدین شیوه بر هماهنگی عقل و وحی تأکید می‌ورزند. ابوالحسن عامری بر این باور است که آنچه با عقل و برهان صریح اثبات شده‌است، با دین حق و صحیح در تضاد نتواند بود. از نظر وی، نبوت و حکمت چنان رابطه تنگاتنگی با هم دارند که می‌توان گفت: «کلُّ نبی حکیمٌ» هر چند «لیس کلُّ حکیم نبیاً».
ابوعلی مسکویه دعوت به توحید را پیام مشترک همه انبیا و حکما می‌داند و همچون فارابی به تحلیل عقلانی وحی همت می‌گمارد. سیاست مسکویه نیز سیاستی دینی است که بر اساس آن، حفاظت از دین الهی، اصلی‌ترین وظیفه زمامدار جامعه شمرده می‌شود. سرانجام، ابوسلیمان سجستانی بر این حقیقت پای می‌فشارد که نبی برتر از فیلسوف و بی‌نیاز از اوست؛ در حالی که عقل و فیلسوف همواره به دین و پیامبر نیازمندند. این همه به معنای آن نیست که تلاش‌های یاد شده همواره با موفقیت قرین بوده و تفسیر آموزه‌های دینی در چهارچوب قواعد فلسفی، هیچ‌گاه به تاویل‌های ناموجه نینجامیده است.

## اصالت فلسفه اسلامی
برخی تاریخ نگاران گفته‌اند که فیلسوفان مسلمان در فلسفه مقلد یونانیان بوده‌اند و ابتکاری نداشته‌اند و ایشان حداکثر به شرح فلسفه یونانی پرداخته‌اند. برتراندراسل می‌نویسد:
«فلسفه عربی به عنوان تفکر اصیل و بدیع حائز اهمیت نیست. مردانی چون ابن سینا و ابن رشد اساساً شارح هستند… تمدن اسلامی در بهترین ادوار خود از جهت هنر و از جهات فنی بسیاری قابل ستایش بود و لیکن قدرتی در زمینه تفکر مستقل در مسائل نظری نشان نداد. اهمیت این تمدن که نباید آن را ناچیز گرفت، در این است که وسیله انتقال بود. مسلمانان و بیزانسی‌ها با آنکه آن قدرت فکری را که لازمه ابداع است نداشتند، دستگاه زاینده تمدن را نگه داشتند.»
این گونه اظهارات از ناآشنایی این نویسندگان با فلسفه اسلامی برمی‌خیزد. شاید آنان فقط با شرح‌های ابن رشد بر ارسطو، که به لاتین ترجمه شده و در غرب رواج یافته‌است، آشنایند، و اگر با آثار فارابی، ابن سینا، شهاب‌الدین یحیی سهروردی و ملاصدرا آشنایی داشتند، قطعاً چنین اظهار نظرهایی نمی‌کردند. شکی نیست که فلاسفه اسلامی از یونانیان، به ویژه ارسطو بسیار آموخته و تأثیر پذیرفته‌اند، اما در آن حد بازنمانده‌اند. اقبال لاهوری در این زمینه می‌نویسد:
«سزاوار نیست که حکیمان اسلامی را مقلد محض فیلسوفان یونان بشماریم. تاریخ تعقل حکیمان اسلامی ایران گویای کوشش خستگی ناپذیری است که اینان برای گشودن راه دشوار خود مبذول داشته‌اند. مترجمان فلسفه یونانی بر اثر بی دقتی توده عظیمی از اباطیل گرد آورده و با این اباطیل راه شناخت فلسفه یونانی را به حکیمان اسلامی سد کرده بودند. از این رو، حکیمان به حکم ضرورت، فلسفه‌های افلاطون و ارسطو را بازاندیشی و بازسازی کردند. از اینجاست که هیچ‌یک از شروح آنان بر افکار یونانی شرح توضیحی نیست، بلکه شرح انتقادی یا ابتکاری است.»
اگر دانشمندان دوره اسلامی صرفاً نگهبان علم یونانی بودند، اروپاییان که می‌توانستند مستقیماً به آثار فیلسوفان یونانی مراجعه کنند و مراجعه هم می‌کردند، چه نیازی داشتند که به صورت عربی یا فارسی آن آثار مراجعه کنند؟ چرا آلبرت کبیر و توماس که می‌توانستند مابعدالطبیعه ارسطو را بیاموزند، به کتاب کتاب شفا مراجعه می‌کردند؟ حقیقت این است که در کتاب‌ها و آثار مسلمانان و محققان دوره اسلامی چیزی بود که در آثار متفکران یونان یافت نمی‌شد.

## جستارهای پیوسته
- فهرست فیلسوفان مسلمان
- فهرست فیلسوفان ایرانی
- فلسفه اسلامی
- فهرست فیلسوفان یونان باستان